# Massacre de Marátha, de Santaláris et d'Alóda
Le massacre de Marátha, de Santaláris et d’Alóda (turc : Muratağa, Sandallar ve Atlılar katliamı) fait référence à un massacre,,,, de Chypriotes turcs par l'EOKA B ; un groupe paramilitaire chypriote grec. Le 14 août 1974, après le début de l'invasion turque de Chypre, dans les villages de Marátha (el), Santaláris (el) et Alóda (el), 89 (ou 84) personnes de Marátha et Santaláris, et 37 autres personnes du village d'Alóda sont tuées,. Au total, 126 personnes sont tuées. Le massacre se produit le même jour, avant la deuxième invasion turque, coïncidant avec d'autres massacres,,,,.

## Contexte
Selon le recensement de 1960, les habitants des trois villages sont entièrement des Chypriotes turcs. La population totale de Marátha et Santaláris est de 207. En 1973, la population totale des villages augmente à 270, avec 124 à Marátha, 100 à Santaláris et 46 à Alóda. Cependant, en juillet 1974, à la suite de la première invasion turque de Chypre, tous les hommes en âge de combattre sont emmenés comme prisonniers de guerre dans des camps d'internement à Famagouste et de là transférés à Limassol,.

## Massacre

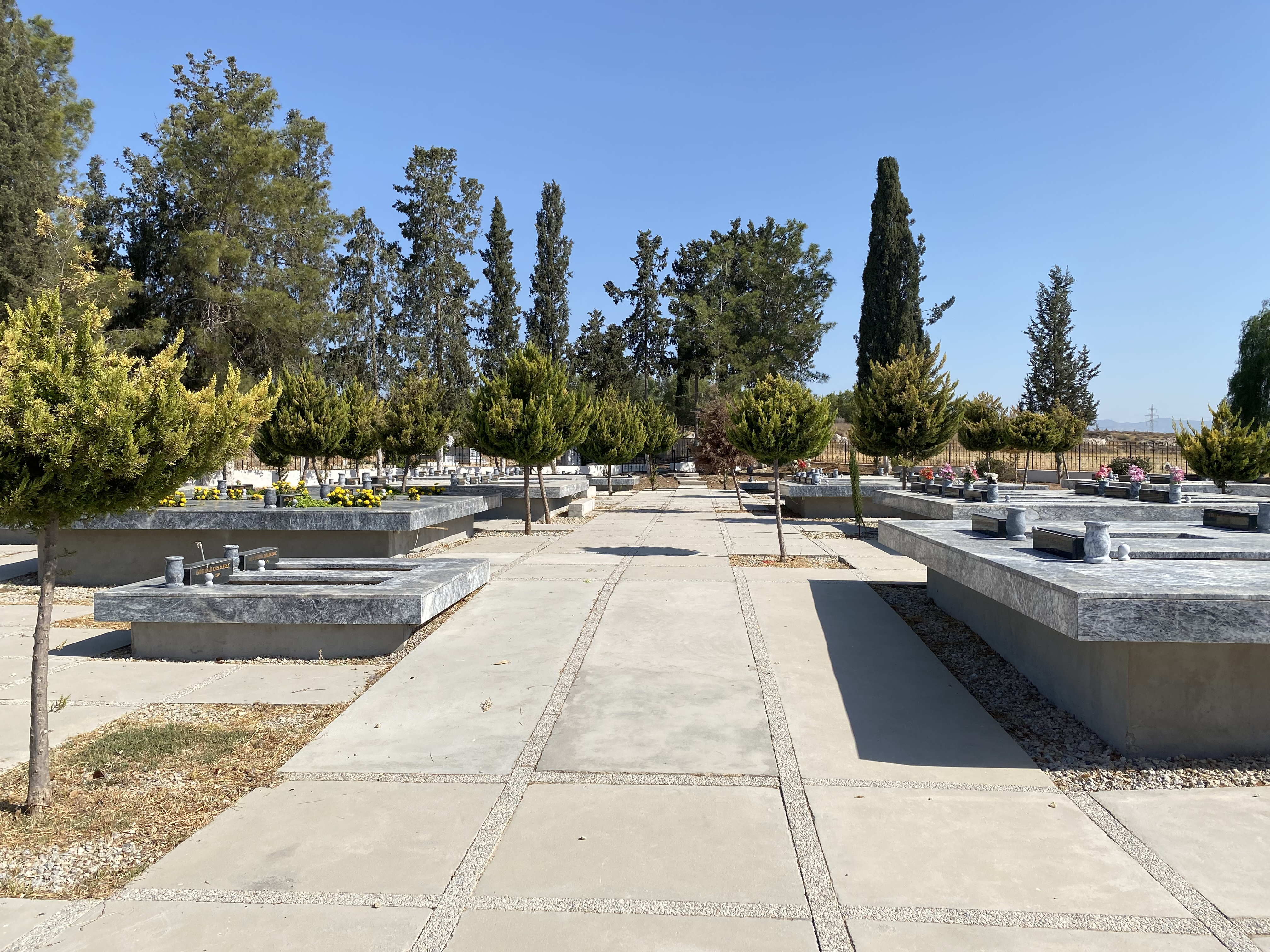
Cimetière où les victimes sont enterrées à Marátha. Depuis les années 2010, les restes de ceux enterrés dans la fosse commune de Marátha sont exhumés et enterrés individuellement.

Le 20 juillet 1974, les hommes des villages sont arrêtés par l'EOKA-B et envoyés à Limassol. Ensuite, selon des témoignages cités par Sevgül Uludağ, des hommes de l'EOKA-B du village voisin de Peristeronopigi arrivent, se saoulent dans le camp qu'ils établissent dans le café du village, tirent des coups de feu en l'air et violent ensuite de nombreuses femmes et jeunes filles. Les viols incluent plus tard les garçons et cela continue jusqu'au 14 août 1974. Lors du lancement de la deuxième invasion de l'armée turque, ils décident de ne laisser aucun témoin derrière eux et tuent toute la population des villages présente à ce moment-là,.
À Marátha et Santaláris, 84-89 personnes sont tuées. L'imam turc de Marátha déclare qu'il y avait 90 personnes dans le village avant le massacre, et seulement six personnes restent. Les personnes âgées et les enfants sont également tués pendant le massacre. Seules trois personnes réussissent à échapper au massacre à Alóda. Les habitants des trois villages sont enterrés dans des fosses communes avec un bulldozer. Les villageois de Marátha et Santaláris sont enterrés dans la même fosse.
L'Associated Press décrit les corps comme "tellement battus et décomposés qu'ils s'effritent en morceaux lorsque les soldats les soulèvent des ordures avec des pelles". Milliyet rapporte que des parties des corps ont été coupées et que des outils tranchants, ainsi que des mitrailleuses, ont été utilisés dans le massacre.
Selon l'écrivain et chercheur chypriote grec Tony Angastiniotis, au moins un des attaquants utilise un accent grec continental, ce qui suggère qu'il est un officier grec.

## Réactions
Les Nations unies décrivent le massacre comme un crime contre l'humanité, en disant "constituant un autre crime contre l'humanité commis par les hommes armés grecs et chypriotes grecs". Le massacre est rapporté par les médias internationaux, dont The Guardian et The Times.
Rauf Denktaş annule une réunion avec les Chypriotes grecs après la découverte de la fosse commune.